# Präzisionswiderstandslegierungen
Präzisionswiderstandslegierungen sind Legierungen für den Einsatz in der Elektrotechnik zur Herstellung von Messwiderständen, die in höherem Maße langzeitstabil und temperaturunabhängig sind als beispielsweise preisgünstigere Kohleschicht- und Dickschichtwiderstände. Zu Drähten gezogen werden sie zu präzisen Drahtwiderständen aufgewickelt, alternativ aus Bändern zu einem Shunt zusammengesetzt. Der extrem kleine Temperaturkoeffizient (TK) des Widerstands ergibt sich dadurch, dass der für Metalle typische positive TK bei einer Temperatur von etwa 20…40 °C in einen negativen TK übergeht, so dass sich in der Widerstands-Temperatur-Kurve {\displaystyle R(T)} über die Temperatur {\displaystyle T} ein flaches Maximum ausbildet.
Der wesentliche Schritt zur Entwicklung dieser Legierungen gelang im Jahr 1885 Edward Weston mit der Entdeckung, dass es Legierungen mit einem Temperaturkoeffizienten von Null oder einem negativen Wert gibt und diese aus Kupfer und Mangan zusammengesetzt sind, wobei für den negativen Temperaturkoeffizient noch Nickel hinzuzufügen ist. Zudem beschreibt Weston, wie sich daraus Widerstände mit geringer Temperaturabhängigkeit konstruieren lassen. Nach der Veröffentlichung der Erkenntnisse als Patentschrift im Jahr 1888 griffen weitere Labore diese Legierungen auf. Bereits 1892 wurde in Zusammenarbeit mit der Firma Basse & Selve die Kupfer-Nickel-Legierung Konstantan vermarktet, welches jedoch eine hohe Thermokraft gegenüber Kupfer aufweist und für Präzisionswiderstände deshalb höchstens eingeschränkt geeignet ist, und mit der Firma Isabellenhütte Heusler eine als Manganin bezeichnete Legierung mit höherem Mangananteil und kleiner Thermokraft, welche umgehend breite Anwendung fand. Eine Reihe weiterer Legierungen mit unterschiedlichen Zusammensetzungen wurde in der Folgezeit entwickelt: Neben den verschiedenen kommerziell eingesetzten Kupfer-Mangan- und Nickel-Chrom- und kurzzeitig von der Firma Kulmiz hergestellten Kupfer-Zink-Aluminium-Legierungen wurden beispielsweise in den 1930er und 40er Jahren auch Silber-Mangan-Legierungen, Gold-Cobalt- sowie Gold-Chrom-Legierungen untersucht. Letztere weist zwar mit etwas über 2 % Chromanteil eine geringere Temperaturabhängigkeit als Manganin, eine hohe Langzeitstabilität, jedoch auch eine Thermospannung von 7 µV/°C gegen Kupfer auf und erfordert aufgrund ihrer Empfindlichkeit eine sehr vorsichtige Handhabung.
Die verschiedenen Legierungen werden unter diversen Markennamen angeboten, wie MANGANIN, ISABELLIN, NOVENTIN, ZERANIN, CENTANIN und ISAOHM der Firma Isabellenhütte Heusler, Evanohm der Carpenter Technology Corporation und Nikrothal der Firma Kanthal (Stand 2024).

## Kupfer-Mangan-Legierungen

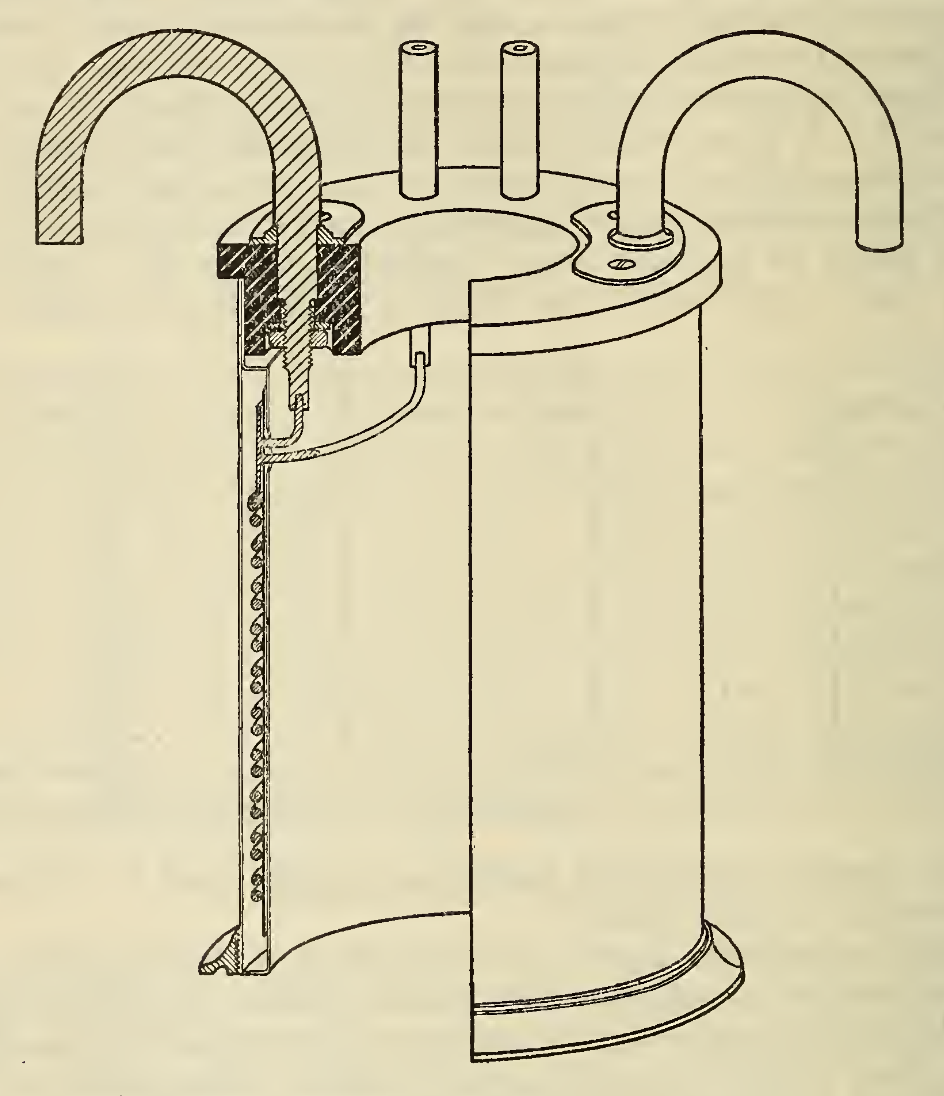
Schnittzeichnung eines 1-Ohm-Laborwiderstands des National Bureau of Standards mit einer Widerstandsdrahtspule aus Manganin, 1930: Der Widerstandsdraht ist im Schnitt links zu erkennen; oben rechts und links sind die Stromanschlüsse des Widerstandes, dahinter die Anschlüsse für eine Vierleitermessung.

Bereits im Jahr 1895 hatte die Physikalisch-Technische Reichsanstalt Präzisionwiderstände aus Manganin entwickelt, bis hinab zu einem Wert von 100 µOhm für große Ströme. und lange Zeit wurden Präzisionswiderstände nur aus Manganin hergestellt. Um eine möglichst flache Widerstands-Temperaturkurve zu erzielen, war es dabei erforderlich, nach dem Formen einer Widerstandsspule das Manganin zu tempern. Im National Bureau of Standards wurden beispielsweise die Widerstandsspule anschließend auf ein durch Seide isoliertes gut wärmeleitendes Gehäuse aufgebracht, mit einem 4-Leiter-Anschluss versehen und durch einen Verguss mit Schellack von Umwelteinflüssen geschützt. Das Gehäuse konnte in einem Ölbad temperiert werden und so die Widerstandspule im Bereich der geringsten Temperaturabhängigkeit betrieben werden. Die Widerstände wiesen nach einer Veränderung von 3–4 ppm im ersten Monat eine deutlich geringere oder keine Veränderung mehr auf. Spätere Untersuchungenen ergaben einen Drift von etwa 0,06 ppm/Jahr. Der etwa parabelförmige Kurvenverlauf der Temperaturabhängigkeit kann durch eine quadratische Funktion angenähert werden, mit einem Koeffizienten von −0,5 ppm/K2.
Anfang des 20. Jahrhunderts wurde Legierungsvarianten entwickelt, bei der Aluminium anstelle von Nickel des Manganins verwendet wurde. Diese Kupfer-Mangan-Aluminium-Legierungen wurden unter dem Namen Therlo und ISABELLIN vermarktet. Sie haben eine geringere Temperaturabhängigkeit, für eine Zusammensetzung wurde −0,14 ppm/K2 ermittelt, und einen kleineren Seebeck-Koeffizienten gegenüber Kupfer – und vermeiden in Krisenzeiten schlecht verfügbares Nickel. Manche Proben der Legierungen zeigten in publizierten Untersuchungen eine unbefriedigende Langzeitkonstanz, während andere auch diesbezüglich gute Eigenschaften aufwiesen.
Bereits in den 1910er Jahren fand man Hinweise, dass auch Legierungen aus Kupfer, Mangan und Zinn einen geringen Temperaturkoeffizienten und einen geringen Seebeck-Koeffizienten aufweisen, weitere Forschung in der Folgezeit bestätigte die positiven Eigenschaften. In den 1960er Jahren zu einem Produkt entwickelte Legierungen von Kupfer, Mangan und Germanium bzw. Zinn wurden unter den Markennamen ZERANIN und ZERANIN 30 eingeführt. Sie zeichnen sich durch eine geringe Temperaturabhängigkeit des Widerstandes in einem großen Temperaturbereich auf. Während Manganin zu dem Maximum in der Widerstands-Temperaturkurve bei Raumtemperatur noch ein Minimum bei über 200 °C besitzt, liegt dieses Minimum bei ZERANIN und ZERANIN 30 bei deutlich niedrigeren Temperaturen und hält so die Widerstands-Temperatur-Kurve flach. Mit ZERANIN gelang die Konstruktion von Widerständen, die über einen Temperaturbereich von -75–125 °C eine Abweichung von weniger als 0,1 % haben. Untersuchungen in den 1970er Jahren zeigten, dass auch Gallium anstelle des Germanium zu gut geeigneten Legierungen führt, Ergebnisse aus den 2000er Jahren, dass sich aus Kupfer, Mangan, Gallium, Nickel und Germanium Legierungen herstellen lassen, die in einem breiten Temperaturbereich eingesetzt werden können.
Andere Zielsetzungen wurden beispielsweise bei dem in den 2010er Jahren auf den Markt gebrachten NOVENTIN verfolgt: NOVENTIN weist eine erhöhte maximale Betriebstemperatur und einen höheren spezifischen Widerstand auf, reicht bezüglich Langzeitkonstanz und Temperaturunabhängigkeit des Widerstands beinahe an die Nickel-Chrom-Legierung ISAOHM heran, ist im Herstellungsprozess jedoch deutlich einfacher.
Einen gänzlich anderen Ansatz verfolgte eine Entwicklung Mitte des 20. Jahrhunderts, bei der Drähte aus der Manganin-ähnlichen Minalpha-Legierung mit einer Silber-Mangan-Zinn-Legierung ummantelt wurden, deren Temperaturabhängigkeit entgegengesetzt der von Minalpha ist, wodurch diese insgesamt vermindert wurde.
| Name          | Spez. Widerstand | Max. Temperatur | Zusammensetzung (in %)                   | Hersteller                      | Anmerkung                                                                                      |
| ------------- | ---------------- | --------------- | ---------------------------------------- | ------------------------------- | ---------------------------------------------------------------------------------------------- |
| MANGANIN      | 0,43 μΩ·m        | 60 °C           | Cu 86 • Mn 12 • Ni 2                     | Isabellenhütte Heusler          | bis 1948 alleinig zugelassen für amtlich beglaubigte Präzisionswiderstände                     |
| Resistin      | 0,51 μΩ·m        |                 | Cu 88 • Mn 12                            | Isabellenhütte Heusler          | 1904 als Marke eingetragen                                                                     |
| ISABELLIN     | 0,5 μΩ·m         |                 | Cu 84 • Mn 13 • Al 3                     | Isabellenhütte Heusler          | 1932 als Marke eingetragen                                                                     |
| ISABELLIN A   | 0,5 μΩ·m         | 140 °C          | Cu 84,5 • Mn 12,5 • Al 3                 | Isabellenhütte Heusler          | im Jahr 1952 vorgestellt                                                                       |
| ISA 50        | 0,5 μΩ·m         |                 | Cu 81,8 • Mn 12 • Ni 5 • Al 1,2          | Isabellenhütte Heusler          | Mitte des 20. Jahrhunderts vermarktet                                                          |
| ZERANIN       | 0,43 μΩ·m        | 140 °C          | Cu 88 • Mn 6 • Ge 6                      | Isabellenhütte Heusler          | entwickelt Mitte der 1960er Jahre                                                              |
| ZERANIN 30    | 0,29 μΩ·m        | 140 °C          | Cu 90,7 • Mn 7 • Sn 2,3                  | Isabellenhütte Heusler          |                                                                                                |
| NOVENTIN      | 0,9 μΩ·m         | 170 °C          | Cu 65 • Mn 25 • Ni 10                    | Isabellenhütte Heusler          | wurde im Jahr 2014 vorgestellt                                                                 |
| CENTANIN      | 1,0 μΩ·m         | 140 °C          | Cu 67 • Mn 27 • Ni 5 • Al 1              | Isabellenhütte Heusler          | als Warenzeichen 1954 eingetragen                                                              |
| Legierung 306 | 0,32 μΩ·m        |                 | Cu 89 • Mn 8 • Sn 3                      | Isabellenhütte Heusler          | ab 1948 zugelassen für amtlich beglaubigte Präzisionswiderstände                               |
| Novokonstant  | 0,45 μΩ·m        |                 | Cu 82,5 • Mn 12 • Al 4 • Fe 1,5          | Vereinigte Deutsche Metallwerke | ab 1948 zugelassen für amtlich beglaubigte Präzisionswiderstände                               |
| Therlo        | 0,47 μΩ·m        |                 | Cu 85 • Mn 9,5 • Al 5,5                  | Driver-Harris Company           | 1906 Patentanmeldung für Cu-Mn-Al-Legierung (mit 3–7 %, insb. 4–6 % Al); 1911 Markeneintragung |
| Minalpha      |                  |                 | Cu 85 • Mn 12 • Ni 3                     | Johnson Matthey                 | bessere Eigenschaften als Manganin                                                             |
| Ohmal A       |                  |                 | Cu 87 • Mn 9 • Ni 3,6 • Fe 0,3 • Si 0,1  | National Physical Laboratory    |                                                                                                |
| Ohmal B       |                  |                 | Cu 85 • Mn 11 • Ni 3,6 • Fe 0,3 • Si 0,1 | National Physical Laboratory    |                                                                                                |
| BOS M 36      |                  |                 | Cu 79,1 • Mn 10,2 • Ni 10,3 • Fe 0,4     | National Bureau of Standards    |                                                                                                |

## Nickel-Chrom-Legierungen

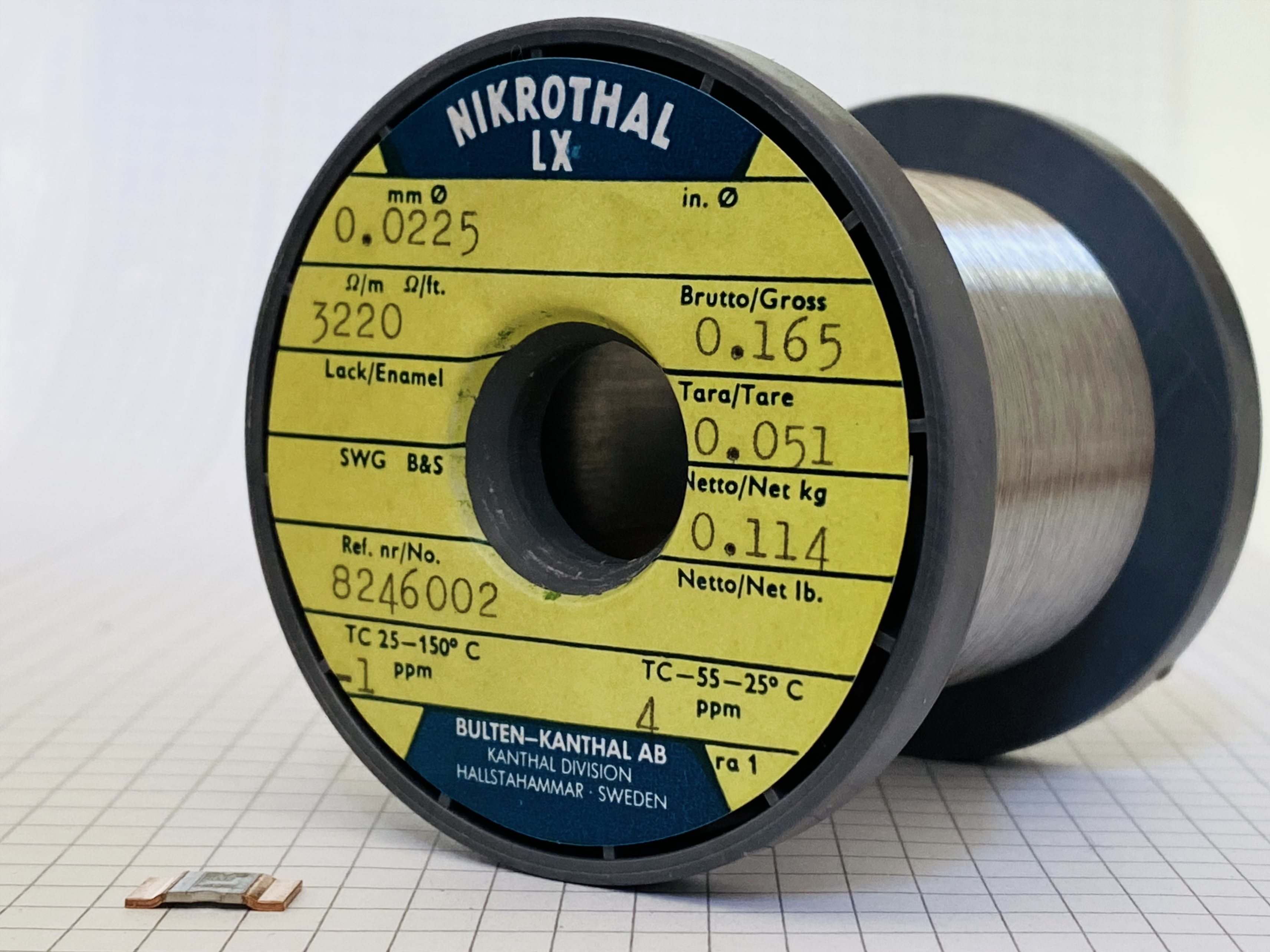
Produktformen:
– Feiner Widerstandsdraht (Spule) mit einem Widerstandsbelag von 3,22 kΩ/m und einem Temperaturkoeffizienten von −1 ppm/K im Temperaturbereich 25–150 °C.
– Messwiderstand (Bauteil links unten) mit einem Widerstand von 2 mΩ. Das selbst nur bedingt lötbare Widerstandselement aus Isaohm ist zwischen zwei widerstandsarmen Kupferanschlüssen verschweißt, über die es auf eine Leiterplatte oberflächenmontiert aufgelötet werden kann.

NiCr-Präzisionswiderstandslegierungen enthalten einen Nickelanteil von etwa 75 %, einem Chromanteil von etwa 20 %, etwa 3 % Aluminium und weitere Zusätze wie Silicium, Eisen, Mangan, Kupfer oder Kobalt, wodurch die Legierungen die nur geringe Temperaturabhängigkeit des spezifischen Widerstandes aufweisen. Die Legierungen werden von verschiedenen Herstellen unter jeweils eigenen Markennamen (Isaohm, Evanohm, Nikrothal) mit etwas unterschiedlichen Zusammensetzungen und Eigenschaften angeboten, ihre Entwicklung begann in den 1940er Jahren. Eine Theorie zur Temperaturabhängigkeit des Widerstandes wurde in den 1970er Jahren entwickelt. Die industrielle Herstellung von Drahtwiderständen mit Nickel-Chrom-Legierungen wurde allerdings anfangs aufgrund der schlechten Lötbarkeit der Legierung und der deshalb erforderlichen Schweißverbindung qualitativ schlecht beherrscht.
Die Widerstandslegierungen weisen einen spezifischen Widerstand von rund 1,33 μΩ·m auf und erreichen einen Temperaturkoeffizienten von ±5 ppm/K in einem Temperaturbereich von −55 bis 150 °C; in einem eingeschränkten Temperaturbereich sind auch ±1 ppm/K realisierbar. Der an dieser Stelle etwa parabelförmige Kurvenverlauf kann durch eine quadratische Funktion angenähert werden, mit einem Koeffizienten von −0,003 ppm/K2 im Fall von Evanohm S nach einem Tempern des Widerstandsdrahtes. In Widerständen lässt sich der Temperaturkoeffizient konstruktiv weiter reduzieren, indem das Legierungsmaterial als Folie oder Film auf einen Träger aufgebracht wird, dessen abweichende temperaturbedingte Ausdehnung zu einer temperaturabhängigen Verspannung des Widerstandsmaterial führt und damit der Widerstandsänderung entgegenwirkt (Diese Erkenntnis führte zur Gründung der Firma Vishay) – womit nach Fortschritten sich seit 2002 in einem Temperaturbereich von 0–60 °C der Temperaturkoeffizient auf 0,05 ppm/°C reduzieren lässt.
Bei Verwendung für hochpräzise Widerstände liegt die maximale Anwendungstemperatur an Luft bei 200…250 °C und sie übertreffen darin, im konstanteren Widerstandsverlauf wie auch im höheren spezifischen Widerstand andere Widerstandslegierungen wie Konstantan, Manganin und Zeranin, die in der chemischen Zusammensetzung einen hohen Kupferanteil aufweisen. Alle genannten Widerstandslegierungen mit Ausnahme von Konstantan weisen einen kleinen Seebeck-Koeffizienten gegenüber Kupfer im Bereich von 1 µV/K auf.
| Name          | Zusammensetzung (in %)                            | Hersteller                       |
| ------------- | ------------------------------------------------- | -------------------------------- |
| Isaohm        | Ni 74,5 • Cr 20 • Al 3,5 • Si 1 • Mn 0,5 • Fe 0,5 | Isabellenhütte Heusler           |
| Evanohm R     | Ni 73,5 • Cr 20 • Al 2,5 • Cu 2 • Si 1 • Mn 1     | Carpenter Technology Corporation |
| Evanohm S     | Ni 72 • Cr 20 • Al 3 • Mn 4 • Si 1                | Carpenter Technology Corporation |
| Karma         | Ni 74 • Cr 20 • Al 3,5 • Si 1 • Fe 1,5            | Harris-Driver Company            |
| Nikrothal LX  | Ni 74 • Cr 19 • Al 2,5 • Mn 2,2 • Cu 1,7 • Si 0,6 | Kanthal                          |
| Moleculoy     | Ni 76,8 • Cr 20 • Al 3 • Co 0,2                   | Molecu Wire Corporation          |
| Stabilohm 133 | Ni • Cr • …                                       | Johnson Matthey Metals           |

## Sonstiges
- Der Markt für Präzisionswiderstände betrug 2021 etwa 3 Milliarden, nach anderen Einschätzungen etwas über 4 Milliarden US-Dollar. Den größten Marktanteil für Präzisionswiderstände haben Metallschichtwiderstände, vor Drahtwiderständen und Metall-Folienwiderständen.[94][95] Nach einer der Analysen haben die Drahtwiderstände einen Marktanteil von 33 %.[95]
- US-amerikanische Hersteller wurden in den 1960er Jahren für Verstöße gegen das Sherman Antitrust Act bei dem Vertrieb von Widerstandslegierungen verurteilt.[96]
- Manganin und andere Präzisionswiderstandslegierungen eignen sich aufgrund der Druckabhängigkeit des spezifischen Widerstandes als Widerstandsmanometer für hohe Drücke.[6][28][61]